# Sebastiano Bonfiglio
Sebastiano Bonfiglio (Erice, 23 settembre 1879 – Erice, 10 giugno 1922) è stato un sindacalista e politico italiano.

## Biografia
Nacque nella frazione San Marco di Monte San Giuliano (oggi di Valderice), il 23 settembre 1879 da Nicolò e Francesca Tosto. Suo padre, nel 1893, partecipò ai fasci dei lavoratori siciliani locali e portò con sé anche il figlio quattordicenne. Interruppe presto gli studi, per lavorare in una falegnameria. Fu qui che aderì al movimento socialista. In seguito riprese gli studi come autodidatta, conseguendo il diploma di perito agrario.
Organizzò il movimento contadino locale e nel 1902 assunse la guida della federazione provinciale del PSI di Trapani fino al 1904, quando si trasferì a Milano, dove trovò lavoro in una fabbrica di mobili e poi emigrò negli Stati Uniti, prima a Brooklyn e poi a Chicago, tornando in Sicilia nel 1913 e nel corso di uno sciopero di contadini fu arrestato e condannato nel 1914 a 5 mesi di reclusione. Nel corso del primo conflitto mondiale fu arruolato nel Corpo sanitario e inviato in Libia.
Dopo la guerra ridivenne segretario provinciale del PSI trapanese. Fu eletto consigliere comunale socialista di Monte San Giuliano (che allora comprendeva i territori di Erice, Valderice, Custonaci, San Vito Lo Capo e Buseto Palizzolo) il 3 ottobre 1920 e fu sindaco fino al 10 giugno 1922, quando venne ucciso in un agguato dalla mafia agraria, mentre tornava da una riunione della giunta comunale.
Massimalista, al Congresso di Livorno del gennaio 1921 era stato eletto nella Direzione del Partito Socialista Italiano.
È sepolto nel cimitero di Trapani.